# Cristina Rodríguez
Cet article concerne la journaliste. Pour la fille de Rodrigo Díaz de Vivar, dit Le Cid, voir Cristina Rodríguez (Noble).
Œuvres principales
Les Enquêtes de Kaeso le prétorien
Cristina Rodríguez, née le 25 mai 1972, est une scénariste et romancière espagnole d'expression française. Historienne spécialiste du Haut Empire romain[réf. nécessaire], biographe de Caligula et de Néron, elle est surtout connue pour ses romans historiques et des articles sur la numismatique[réf. nécessaire].
Fervente partisane de la « Lecture accessible à tous », Cristina Rodríguez a également publié plusieurs centaines de nouvelles et de fanfictions sur Internet.

## Œuvres

### Sous le nom de Cristina Rodríguez
- Mon Père, je m’accuse d’être banquière (ou ce que votre banquier ne vous dira jamais), Éditions Disjoncteur, collection « Top secret », 1999  (ISBN 2-91118-118-2).
- Les Mémoires de Caligula, Jean-Claude Lattès, 2000  (ISBN 2-89431-216-4).
- Moi, Sporus, prêtre et putain, Calmann Lévy, 2001  (ISBN 2-70213-184-0) ; Sporus, prix du premier roman.
- Le César aux pieds nus, Flammarion, 2002  (ISBN 2-08068-268-7).
- Thyia de Sparte, Flammarion, 2004  (ISBN 2-08068-358-6).
- Les Enquêtes de Kaeso le prétorien :
  - t. 1, Les Mystères de Pompéi, Éditions du Masque, coll. « Labyrinthes » no 170, 2008  (ISBN 978-2-7024-3404-8).
  - t. 2, Meurtres sur le Palatin, Éditions du Masque,  coll. « Labyrinthes » no 186 puis collection « Grands formats », 2010  (ISBN 978-2-7024-3513-7).
  - t. 3, L'Aphrodite profanée, Éditions du Masque, coll. « Grands formats », 2011  (ISBN 978-2-7024-3541-0).
  - t. 4, Du sang sur Alexandrie, Éditions du Masque, coll. « Masque poche », 2018  (ISBN 978-2-7024-4738-3).

- Le baiser du banni, Pré aux Clecs, 2012  (ISBN 2-84228-493-3).
- Sporus, Éditions Imperiali Tartaro, 2014  (ISBN 979-1092068238) ; réédition de Moi, Sporus, prêtre et putain de 2001.

### Sous le pseudonyme de Claude Neix
- Un ange est tombé, Éditions Gaies et Lesbiennes, France, 2001  (ISBN 2-91270-606-8) ; réédition Studio Gothika, 2010 [pas d'ISBN].
- Cœur de démon, Éditions Gaies et Lesbiennes, France, 2003  (ISBN 2-91270-619-X).
- L'Elfe rouge, Éditions H&O, France, 2011  (ISBN 978-2-84547-227-3).
- Une autre manière d'aimer, Éditions CN, 2014  (ISBN 978-1502714305).
- Le templier aveugle, Éditions CN, 2014  (ISBN 978-1503378995).
- Entre chien et loup, Éditions CN, 2015  (ISBN 978-1519470768).
- La jeunesse d'Eiki, Éditions CN, 2015  (ISBN 978-1508663607).
- La trilogie du prince berserk :
  - t. 1, L'approche, Éditions CN, 2015  (ISBN 978-1514719671).
  - t. 2, La conquête, Éditions CN, 2015  (ISBN 978-1515149606).
  - t. 3, Le dressage, Éditions CN, 2016  (ISBN 978-1519724762).
- Pirate :
  - t. 1, La traque, Éditions CN, 2016.
  - t. 2, Erreur 409, Éditions CN, 2016.

### Sous le pseudonyme de Tina Kent
- Acces denied, Flammarion, coll. « Flammarion noir », 2002  (ISBN 2-08068-320-9).

### Co-écrit avec son mari, Frédéric Neuwald[1]
- Les Feux d'Héphaïstos :
  - t. 1, L'ombre d'Alexandre, Flammarion, 2004  (ISBN 2-08068-357-8).
  - t. 2, Le tombeau d'Anubis, Flammarion, 2005  (ISBN 2-08068-696-8).